# Kevin Kabran
Kevin Kabran (Stockholm, 1993. november 22. –) svéd labdarúgó, a norvég Stabæk középpályása.

## Pályafutása
Kevin Kabran junior pályafutását a Boonál kezdte, majd a Vasalund klubjánál folytatta. 
2012-ben mutatkozott be a Vasalund felnőtt csapatában. A 2014–15-ös szezonban a holland Den Bosch csapatánál játszott, majd 2015-ben visszatért a svéd klubhoz. 2017-ben egy idény erejéig a Brommapojkarna klubjánál játszott. 2018-ban a norvég első osztályban szereplő Startnál folytatta pályafutását. Első Eliteserien mérkőzése 2018. március 11-én volt a Tromsø ellen. A 2019-ben egy fél szezont a svéd IF Elfsborg klubjánál szerepelt, majd a 2020-as szezonban már újra a Startnál játszott. 2021. január 22-én három évre leigazolt a szintén norvég Vikinghez. 2023. március 23-án a Stabækhez írt alá.

## Statisztikák
2023. augusztus 6. szerint
| Klub                  | Szezon   | Osztály        | Bajnokság | Bajnokság | Kupa  | Kupa | Egyéb | Egyéb | Összesen | Összesen |
| Klub                  | Szezon   | Osztály        | Meccs     | Gól       | Meccs | Gól  | Meccs | Gól   | Meccs    | Gól      |
| --------------------- | -------- | -------------- | --------- | --------- | ----- | ---- | ----- | ----- | -------- | -------- |
| Vasalund              | 2012     | Division 1     | 25        | 6         | 0     | 0    | —     | —     | 25       | 6        |
| Vasalund              | 2013     | Division 1     | 25        | 7         | 2     | 2    | —     | —     | 27       | 9        |
| Vasalund              | 2014     | Division 1     | 8         | 4         | 0     | 0    | —     | —     | 8        | 4        |
| Vasalund              | Összesen | Összesen       | 58        | 17        | 2     | 2    | —\|   | —\|   | 60       | 19       |
| Den Bosch             | 2014–15  | Eerste Divisie | 9         | 0         | 1     | 0    | —     | —     | 10       | 0        |
| Vasalund              | 2015     | Division 1     | 11        | 2         | 1     | 0    | —     | —     | 12       | 2        |
| Vasalund              | 2016     | Division 1     | 26        | 10        | 1     | 0    | 2     | 1     | 29       | 11       |
| Vasalund              | Összesen | Összesen       | 37        | 12        | 2     | 0    | 2     | 1     | 41       | 13       |
| Brommapojkarna        | 2017     | Superettan     | 30        | 11        | 5     | 2    | —     | —     | 35       | 13       |
| Start                 | 2018     | Eliteserien    | 22        | 6         | 2     | 1    | —     | —     | 24       | 7        |
| Start                 | 2019     | OBOS-ligaen    | 15        | 1         | 0     | 0    | 3     | 0     | 18       | 1        |
| Start                 | 2020     | Eliteserien    | 29        | 3         | —     | —    | —     | —     | 29       | 3        |
| Start                 | Összesen | Összesen       | 66        | 10        | 2     | 1    | 3     | 0     | 71       | 11       |
| Elfsborg (kölcsönben) | 2019     | Allsvenskan    | 11        | 0         | 0     | 0    | —     | —     | 11       | 0        |
| Viking                | 2021     | Eliteserien    | 28        | 3         | 1     | 0    | —     | —     | 29       | 3        |
| Viking                | 2022     | Eliteserien    | 30        | 5         | 5     | 2    | 6     | 1     | 41       | 8        |
| Viking                | Összesen | Összesen       | 58        | 8         | 6     | 2    | 6     | 1     | 70       | 11       |
| Stabæk                | 2023     | Eliteserien    | 8         | 2         | 1     | 0    | —     | —     | 9        | 2        |
| Összesen              | Összesen | Összesen       | 277       | 60        | 19    | 7    | 11    | 2     | 307      | 69       |